# Real Salt Lake
Real Salt Lake är en professionell fotbollsklubb i Sandy, en förort till Salt Lake City, i Utah i USA som spelar i Major League Soccer (MLS).
Klubben grundades sommaren 2004 och gjorde sin första säsong i MLS 2005. Klubben spelar sina hemmamatcher på Rio Tinto Stadium.
Klubbens första ägare valde namnet "Real" för att hedra Real Madrid och hoppades att framgången skulle smitta av sig. Ett led är att de båda klubbarna har ett samarbetsavtal med varandra, där man både spelar vänskapsmatcher mot varandra och samarbetar inom ungdomsfotbollen.
2009 vann klubben MLS Cup. Man kvalificerade sig därmed för Concacaf Champions League 2010/11, där klubben gick hela vägen till final. I finalen, som spelades över två matcher, förlorade Salt Lake mot den mexikanska klubben Monterrey med sammanlagt 2–3.

## Spelartrupp
| Nr | Land      | Pos | Namn                               |
| -- | --------- | --- | ---------------------------------- |
| 1  | Mexiko    | MV  | David Ochoa                        |
| 2  | USA       | F   | Andrew Brody                       |
| 6  | Argentina | MF  | Pablo Ruíz                         |
| 7  | USA       | A   | Bobby Wood                         |
| 8  | Kroatien  | MF  | Damir Kreilach (Lagkapten)         |
| 9  | Irak      | A   | Justin Meram                       |
| 10 | Argentina | A   | Jonathan Menéndez                  |
| 11 | Venezuela | A   | Sergio Córdova (lån från Augsburg) |
| 12 | USA       | MF  | Scott Caldwell                     |
| 13 | USA       | MF  | Nick Besler                        |
| 14 | USA       | A   | Rubio Rubín                        |
| 15 | USA       | F   | Justen Glad                        |
| 16 | Kuba      | MF  | Maikel Chang                       |
| 17 | USA       | A   | Christopher Garcia                 |
| 18 | USA       | MV  | Zac MacMath                        |

| Nr | Land          | Pos | Namn            |
| -- | ------------- | --- | --------------- |
| 19 | USA           | MF  | Bode Davis      |
| 20 | USA           | F   | Erik Holt       |
| 21 | USA           | A   | Tate Schmitt    |
| 22 | USA           | F   | Aaron Herrera   |
| 24 | USA           | MV  | Jeff Dewsnup    |
| 25 | Brasilien     | MF  | Everton Luiz    |
| 27 | USA           | F   | Bret Halsey     |
| 30 | Uruguay       | F   | Marcelo Silva   |
| 31 | USA           | A   | Axel Kei        |
| 32 | USA           | F   | Zack Farnsworth |
| 33 | USA           | MF  | Julio Benitez   |
| 35 | USA           | MV  | Gavin Beavers   |
| 38 | USA           | MF  | Jude Wellings   |
| 99 | Mexiko        | F   | Jaziel Orozco   |
| -  | Nederländerna | F   | Johan Kappelhof |

### Utlånade spelare
| Nr | Land | Pos | Namn |
| -- | ---- | --- | ---- |